# Championnat de Grèce de football 1964-1965
Navigation
Saison précédente Saison suivante
La saison 1964-1965 du Championnat de Grèce de football était la 17e édition de la première division grecque.
Lors de cette saison, le Panathinaikos a tenté de conserver son titre de champion de Grèce face aux quinze meilleurs clubs grecs lors d'une série de matchs se déroulant sur toute l'année. Les seize clubs participants au championnat ont été confrontés à deux reprises aux quinze autres.
À l'issue de la saison, c'est le Panathinaikos qui termine en tête du championnat et qui obtient ainsi son 8e titre de champion de Grèce, le 5e en 6 ans.

## Qualifications en Coupe d'Europe
À l'issue de la saison, le club champion se qualifie pour la Coupe d'Europe des clubs champions 1965-66. Le vainqueur de la Coupe de Grèce est quant à lui qualifié pour la Coupe d'Europe des vainqueurs de coupe 1965-66. De plus, cette saison, deux clubs représenteront la Grèce lors de la Coupe d'Europe des villes de foires.

## Les 16 clubs participants
| Club                  | Classement 1963-64 | Stade                   | Capacité | Ville         |
| --------------------- | ------------------ | ----------------------- | -------- | ------------- |
| AEK Athènes           | 3                  | Stade Olympique         | 71 030   | Athènes       |
| Apollon Smyrnis       | 5                  | Stade Georgios Kamaras  | 14 200   | Athènes       |
| Apollon Kalamarias    | 9                  | Stade Apollon           | 7 000    | Kalamaria     |
| Aris Salonique        | 6                  | Harilaou Stadion        | 18 308   | Salonique     |
| Doxa Drama            | 11                 | Stade Doxa Drama        | 7 000    | Dráma         |
| Ethnikos Piraeus      | 10                 | Elliniko Stadium        | 10 800   | Le Pirée      |
| Iraklis Thessalonique | 12                 | Stade Kaftantzoglio     | 28 000   | Thessalonique |
| Niki Volos            | 14                 | Stade Pantelis Magoulas | 22 700   | Volos         |
| Olympiakos Le Pirée   | 2                  | Stade Karaiskaki        | 33 334   | Le Pirée      |
| Panathinaikos         | 1                  | Stade Olympique         | 71 030   | Athènes       |
| Panegialios           | 13                 | Aigio Stadium           | -        | Aigion        |
| Panionios             | 4                  | Stade Nea Smyrnis       | 11 700   | Athènes       |
| PAOK Salonique        | 8                  | Stade de Toúmba         | 28 701   | Thessalonique |
| Pierikos              | 7                  | Stade municipal         | 4 200    | Katerini      |
| Proodeftiki           | Beta Ethniki       | Stade Nikaias           | 4 361    | Korydallos    |
| Trikala               | Beta Ethniki       | Stade municipal         | 15 000   | Trikala       |

## Compétition

### Classement
Le classement est établi sur le barème de points suivant :
- Victoire : 3 points
- Match nul : 2 points
- Défaite : 1 point
- Forfait ou abandon du match : 0 point

Pour départager les égalités, les équipes jouent une (ou plusieurs si elles sont plus de 2) rencontres d'appui sur terrain neutre. En cas de match nul, c'est l'équipe qui a la meilleure différence de buts au classement général qui est déclarée vainqueur. 
| Rang | Équipe             | Pts | J  | G  | N  | P  | Bp | Bc | Diff |
| ---- | ------------------ | --- | -- | -- | -- | -- | -- | -- | ---- |
| 1    | Panathinaikos (T)  | 79  | 30 | 20 | 9  | 1  | 76 | 19 | +57  |
| 2    | AEK Athènes        | 76  | 30 | 18 | 10 | 2  | 64 | 22 | +42  |
| 3    | Olympiakos (C)     | 71  | 30 | 18 | 5  | 7  | 73 | 40 | +33  |
| 4    | Proodeftiki (P)    | 64  | 30 | 11 | 12 | 7  | 39 | 32 | +7   |
| 5    | Pierikos           | 62  | 30 | 12 | 8  | 10 | 39 | 39 | 0    |
| 6    | Apollon Smyrnis    | 58  | 30 | 11 | 6  | 13 | 45 | 42 | +3   |
| 7    | Aris Salonique     | 58  | 30 | 8  | 12 | 10 | 38 | 38 | 0    |
| 8    | PAOK Salonique     | 58  | 30 | 9  | 10 | 11 | 29 | 33 | -4   |
| 9    | Ethnikos Piraeus   | 58  | 30 | 11 | 6  | 13 | 39 | 52 | -13  |
| 10   | Panionios          | 56  | 30 | 9  | 8  | 13 | 39 | 44 | -5   |
| 11   | Iraklis Salonique  | 56  | 30 | 8  | 10 | 12 | 37 | 45 | -8   |
| 12   | Trikala (P)        | 54  | 30 | 9  | 6  | 15 | 38 | 55 | -17  |
| 13   | Niki Volos         | 53  | 30 | 9  | 5  | 16 | 23 | 48 | -25  |
| 14   | Panegialios        | 53  | 30 | 7  | 9  | 14 | 34 | 55 | -21  |
| 15   | Apollon Kalamarias | 53  | 30 | 7  | 9  | 14 | 32 | 49 | -17  |
| 16   | Doxa Drama         | 51  | 30 | 7  | 7  | 16 | 30 | 62 | -32  |

| Légende : Qualifications et relégations | Légende : Qualifications et relégations                                                                        |
| --------------------------------------- | --- |
|                                         | Coupe d'Europe des Clubs champions 1965-1966                                                                   |
|                                         | Coupe d'Europe des vainqueurs de coupe 1965-1966                                                               |
|                                         | Coupe d'Europe des villes de foires 1965-1966                                                                  |
|                                         | Relégation en Beta Ethniki                                                                                     |
|                                         | (T) : Tenant du titre 1963-1964 (C) : Vainqueurs de la Coupe de Grèce de football (P) : Promus de Beta Ethniki |

### Matchs
| Résultats (▼dom., ►ext.)                                   | AEK | ApS | ApK | Ari | Dox | Eth | Ira | NVo | Oly | Pan | Png | Pnn | PAO | Pie | Pro | Tri |
| AEK Athènes                                                |     | 2-1 | 3-1 | 0-0 | 6-0 | 3-0 | 2-1 | 5-0 | 3-3 | 2-2 | 3-2 | 1-0 | 1-0 | 3-1 | 1-1 | 3-0 |
| Apollon Smyrnis                                            | 1-7 |     | 1-0 | 1-1 | 0-0 | 3-1 | 1-1 | 4-0 | 1-2 | 0-1 | 0-1 | 2-0 | 1-2 | 2-0 | 0-0 | 4-2 |
| Apollon Kalamarias                                         | 0-0 | 0-0 |     | 2-1 | 4-1 | 0-1 | 1-0 | 1-1 | 4-4 | 1-4 | 2-0 | 0-0 | 0-0 | 2-3 | 0-1 | 2-0 |
| Aris Salonique                                             | 0-1 | 1-0 | 1-2 |     | 2-0 | 3-1 | 1-3 | 4-1 | 0-1 | 2-2 | 1-1 | 2-0 | 0-0 | 2-1 | 1-1 | 0-0 |
| Doxa Drama                                                 | 1-1 | 3-2 | 0-0 | 2-2 |     | 1-0 | 3-1 | 2-0 | 0-2 | 1-3 | 1-1 | 0-1 | 1-1 | 0-1 | 2-1 | 1-0 |
| Ethnikos Piraeus                                           | 0-0 | 1-3 | 1-0 | 2-2 | 3-1 |     | 4-1 | 1-0 | 0-2 | 3-2 | 2-2 | 2-0 | 1-1 | 5-1 | 2-2 | 2-1 |
| Iraklis Salonique                                          | 2-2 | 0-2 | 3-0 | 2-2 | 2-1 | 1-3 |     | 2-1 | 2-1 | 1-1 | 0-0 | 0-0 | 0-0 | 0-1 | 1-0 | 4-1 |
| Niki Volos                                                 | 0-0 | 2-0 | 0-1 | 1-0 | 2-1 | 0-1 | 3-1 |     | 0-1 | 0-0 | 1-0 | 2-2 | 1-0 | 2-0 | 1-1 | 1-0 |
| Olympiakos                                                 | 1-2 | 2-4 | 5-1 | 2-3 | 4-1 | 4-2 | 3-1 | 5-1 |     | 1-1 | 1-0 | 4-0 | 5-2 | 3-2 | 0-3 | 4-0 |
| Panathinaikos                                              | 1-0 | 3-2 | 5-1 | 4-0 | 5-0 | 6-0 | 1-0 | 5-0 | 1-1 |     | 6-1 | 3-0 | 2-0 | 0-0 | 5-0 | 3-0 |
| Panegialios                                                | 2-3 | 2-3 | 2-0 | 1-0 | 2-2 | 2-0 | 2-2 | 0-2 | 1-4 | 0-1 |     | 1-1 | 1-0 | 3-2 | 1-0 | 2-4 |
| Panionios                                                  | 0-4 | 1-3 | 3-3 | 4-3 | 1-2 | 2-0 | 4-1 | 2-0 | 0-1 | 0-3 | 7-1 |     | 1-1 | 0-0 | 2-0 | 5-1 |
| PAOK Salonique                                             | 1-1 | 2-1 | 1-0 | 0-2 | 3-2 | 4-0 | 1-1 | 2-1 | 0-4 | 0-0 | 3-0 | 2-0 |     | 0-1 | 0-1 | 1-0 |
| Pierikos                                                   | 1-0 | 1-1 | 3-1 | 0-0 | 4-1 | 1-0 | 1-2 | 4-0 | 1-0 | 0-1 | 1-0 | 1-1 | 1-1 |     | 0-0 | 5-2 |
| Proodeftiki                                                | 0-2 | 2-1 | 3-1 | 1-1 | 3-0 | 1-1 | 2-1 | 2-0 | 1-1 | 2-2 | 2-2 | 0-2 | 1-0 | 6-1 |     | 1-0 |
| Trikala                                                    | 0-3 | 2-1 | 2-2 | 2-1 | 5-0 | 3-0 | 1-1 | 1-0 | 3-2 | 1-3 | 1-1 | 1-0 | 3-1 | 1-1 | 1-1 |     |
| - Victoire à domicile - Match nul - Victoire à l'extérieur |     |     |     |     |     |     |     |     |     |     |     |     |     |     |     |     |

### Matchs de barrages

#### Pour la13eplace
|  |    | Tournoi pour la 13e place | Pt | J | G | N | D | B.p | B.c |
|  | -- | ------------------------- | -- | - | - | - | - | --- | --- |
|  | 1. | Niki Volos                | 6  | 2 | 2 | 0 | 0 | 3   | 1   |
|  | 2. | Panegialios               | 4  | 2 | 1 | 0 | 1 | 3   | 3   |
|  | 3. | Apollon Kalamarias        | 2  | 2 | 0 | 0 | 2 | 1   | 3   |

| Résultats des matchs |       |                    |
| Niki Volos           | 1 - 0 | Apollon Kalamarias |
| Panegialios          | 2 - 1 | Apollon Kalamarias |
| Niki Volos           | 2 - 1 | Panegialios        |

## Bilan de la saison
| Tableau d'Honneur                |               |
| Compétition                      | Vainqueur     |
| Championnat de Grèce de football | Panathinaikos |
| Coupe de Grèce de football       | Olympiakos    |

| Qualifications européennes 1965-1966             |                               |
| Coupe d'Europe des Clubs champions 1965-1966     | Qualifié                      |
| 1er tour                                         | Panathinaikos                 |
| Coupe d'Europe des vainqueurs de Coupe 1965-1966 | Qualifié                      |
| 1er tour                                         | Olympiakos                    |
| Coupe d'Europe des villes de foires 1965-1966    | Qualifiés                     |
| 1er tour 2e tour                                 | PAOK Salonique Aris Salonique |

| Promotions et relégations |                               |
| Relégués en Beta Ethniki  | Apollon Kalamarias Doxa Drama |
| Promus de Beta Ethniki    | Egaleo Panserraikos           |

## Statistiques

### Meilleurs buteurs
| # | Buteurs               | Clubs         | Nb de Buts |
| - | --------------------- | ------------- | ---------- |
| 1 | George Sideris        | Olympiakos    | 29         |
| 2 | Takis Loukanidis      | Panathinaikos | 21         |
| 3 | Kostas Nestoridis     | AEK Athènes   | 17         |
| 3 | Frantzis              | Proodeftiki   | 17         |
| 5 | Kostas Papageorgiou   | AEK Athènes   | 15         |
| 6 | Charitidis            | Trikala       | 14         |
| 7 | Dimitrios Papaioannou | AEK Athènes   | 13         |
| 7 | Tsokaridis            | Doxa Drama    | 13         |